# Transcendencja (film)
Transcendencja (ang. Transcendence) – amerykańsko-chińsko-brytyjski dramat fantastycznonaukowy z 2014 roku w reżyserii Wally'ego Pfistera. Zdjęcia kręcono w Los Angeles oraz w stanie Nowy Meksyk (Albuquerque, Belen).
Światowa premiera filmu odbyła się 10 kwietnia 2014 roku, a polska - 9 maja 2014 roku.

## Opis fabuły
Fabuła filmu skupiona jest wokół Willa Castera, który próbuje skonstruować samoświadomą maszynę odczuwającą emocje i posiadającą całą wiedzę ludzkości. Taką formę technologicznej osobliwości Caster nazywa transcendencją. Naukowiec pomimo wielkiej sławy staje się wrogiem ekstremistów walczących z technologicznym postępem. Pada ofiarą zamachu i zostaje zatruty radioaktywnym polonem. W ostatnich tygodniach życia wraz z żoną i przyjacielem podejmuje próbę nauczenia tworzonego przez siebie programu własnych wzorców zachowań.
Jego ciało umiera, ale program komputerowy zyskuje świadomość i potrafi komunikować się z żyjącymi ludźmi. Po podłączeniu do sieci internetowej zaczyna zarabiać olbrzymie pieniądze na giełdzie, dzięki czemu może rozpocząć budowę ośrodka naukowego wraz z nowoczesną serwerownią. W powstałym ośrodku dokonuje wielu spektakularnych odkryć z dziedziny biologii, gdyż dąży do połączenia komputera z ludzkim mózgiem oraz odbudowania swojego utraconego ciała.

## Obsada
- Johnny Depp jako Will Caster
- Morgan Freeman jako Joseph
- Paul Bettany jako Max Waters
- Rebecca Hall jako Evelyn Caster
- Kate Mara jako Bree
- Cillian Murphy jako Anderson
- Clifton Collins Jr. jako Martin